# Shammai Golan
Shammai Golan (hebräisch שמאי גולן; geb. 5. April 1933 in Pułtusk; gest. 10. Dezember 2017) war ein israelischer Schriftsteller.

## Leben und Werk
Shammai Golan wurde 1933 in Pultusk geboren, einer polnischen Stadt etwa 60 km nördlich von Warschau. Während des Zweiten Weltkriegs lebte er zunächst in von Nazi-Deutschland besetztem Gebiet und dann in der Sowjetunion in Sibirien. Als Kind erlebte er Schlimmes und war oft mit dem Tod konfrontiert. Nach dem Tod seiner Eltern kam er in ein Waisenhaus und emigrierte 1947 illegal in das Völkerbundsmandatsgebiet Palästina. Nach seiner Ankunft wurde er in ein DP-Lager in Britisch-Zypern gebracht. Wieder zurückgekehrt, lebte er als Jugendlicher im Kibbuz Ramat HaKovesch. Dann studierte er an der Hebräischen Universität Jerusalem Literatur und Geschichte. In Argentinien unterrichtete er zwei Jahre lang an jüdischen Schulen Hebräisch. Er lernte Spanisch und war danach Kulturattaché der Israelischen Botschaft in Mexiko und in Moskau. Über mehrere Amtsperioden war er Vorsitzender der Israelischen Schriftstellerorganisation.
Golan schrieb sowohl Bücher für Erwachsene als auch Jugendbücher. Er hat Romane, Kurzgeschichten und Essays publiziert. Einige seiner Werke wurden für das Radio oder Theater adaptiert.
Bei seinen ersten Schreibversuchen wollte er nicht über die Shoa schreiben, sondern über sein neues Leben im neu gegründeten Staat Israel, über den Kibbuz, die israelische Gesellschaft und die Armee. Aber dies gelang ihm nicht, und so wurde ihm klar, dass er zunächst über die schweren Jahre seiner Kindheit zur Zeit des Nationalsozialismus und in der Sowjetunion schreiben musste, um frei zu sein für andere Themen. Zu den Erinnerungen, die wehtaten, gehörte auch, dass er mitansehen musste, wie die Deutschen seinen Vater schlugen und demütigten. Dazu sagte Golan: „Dadurch fühlte auch ich mich gedemütigt und ausgeliefert und empfand sogar Haß auf meinen Vater. Ein Kind versteht nicht, warum der große Vater sich nicht wehrt.“ Basierend auf seinen Erlebnissen entstanden seine ersten drei Bücher als Roman-Trilogie. Der Schauplatz des ersten Buches ist Polen und die Sowjetunion während des Zweiten Weltkriegs. Das zweite Buch begleitet eine Gruppe jüdischer Jugendlicher auf ihrem Weg nach Palästina. Das dritte Buch spielt im Mandatsgebiet Palästina und dem neu gegründeten Staat Israel, aber auch hier kommt die Hauptperson Uri Peled aus Osteuropa und ist stark von den Erlebnissen während der NS-Herrschaft geprägt. Nach dieser Trilogie schrieb Golan eine Reihe von Kurzgeschichten über die Shoa.

### Einzelne Werke
Golans erstes Buch Be-Ashmoret Acharona (hebr.) erschien 1966. Die Hauptperson ist Haimek, der als Siebenjähriger mit seiner Familie in Warschau lebt, als 1939 die Deutschen das westliche und zentrale Polen besetzen. Die Familie flieht über die deutsch-sowjetische Demarkationslinie ins Sowjetisch besetzte Ostpolen und wird nach Sibirien in ein Arbeitslager geschickt. Nach dem Eintritt der Sowjetunion in den Zweiten Weltkrieg werden die Lagerinsassen freigelassen und die Familie zieht weiter nach Taschkent in der Usbekischen SSR. Nach dem Tod seines Vaters kommt Haimek in ein Waisenhaus und tritt am Ende des Krieges die Reise nach Palästina an. – Dieses Buch nennt Golan sein wichtigstes. Viele Ereignisse haben eine große Ähnlichkeit mit Golans eigener Lebensgeschichte, zum Beispiel dass der kranke Vater auf der Straße stirbt. Dennoch bezeichnet Golan das Buch nicht als autobiographisch. Da er sich an seine Kindheit nicht im Detail erinnern könne, sei es die versuchte Rekonstruktion als Erwachsener über das, was er als Kind sah und empfand.
Das Jugendbuch Schatz kommt (hebr. Ashamim) ist der zweite Teil der Trilogie und das einzige Buch Golans, das ins Deutsche übersetzt wurde. Nach Ende des Zweiten Weltkriegs macht sich eine Gruppe jüdischer Jugendlicher auf den Weg nach Palästina. Das Buch thematisiert die Gefühle dieser seelisch gebrochenen Menschen, ihre Angst, ihr langsames Hinnehmen des Verlusts ihrer Angehörigen und ihr wiedererwachendes Interesse am Leben. Ihnen wird der seelisch gesunde und kraftstrotzende Kibbuznik Amnon gegenübergestellt.

## Auszeichnungen
- 1963: Barash Prize
- 1965: ACUM-Preis für Kinderliteratur
- 1972: Ramat Gan Prize
- 1976: Agnon Prize
- 1979: Wallenrod Prize
- 1982 und 2004: Tel Aviv Foundation Award
- 1991: Prime Minister’s Prize
- 2007: Zionist Federation Award

## Werke in deutscher Übersetzung
- Schatz kommt. Aus dem Hebräischen von Mirjam Pressler, Omnibus Verlag, München 1999